# Visions de Maximus, Bonellus et Baldarius
 (janvier 2022).
Le contenu est difficilement compréhensible vu les erreurs de traduction, qui sont peut-être dues à l'utilisation d'un logiciel de traduction automatique.
Les visions de Maximus, Bonellus et Baldarius ont été écrites par le moine et ermite Valère du Bierzo entre 675 et 680. Les visions rapportent les récits dans l'au-delà de gens que Valère aurait connu dans sa vie. Elles partagent des similarités dans leurs symbolismes et thématiques qui, parallèlement, convergent pour offrir une représentation des milieux ascétiques et monastiques de l'Espagne wisigothique du VIIe siècle.

## Auteur et contexte de production
Valère du Bierzo était un moine, ermite et ascète qui a passé la majeure partie de sa vie à habiter dans les montagnes de la région d’Astorga en Espagne wisigothique. Valère, qui s'était retiré dans l’ermitage de Rufiana vers la fin de sa vie, a écrit trois visions dans l'au-delà. Il les attribue à trois différentes personnes — Maximus, Bonellus et Baldarius — qu'il aurait côtoyé à divers moments de sa vie. Entre 680 et 685, Valère aurait fait parvenir une compilation hagiographique à Donadeus, abbé de la communauté du Bierzo en prenant soin d’y inclure les visions de Maximus, Bonellus et Baldarus,.  

## Visions

### Maximus
Divisée en deux chapitres, la vision raconte le récit dans l’au-delà du moine Maximus alors qu’il succomba à la mort, pour ensuite revenir à la vie. Après sa mort, Maximus est accueilli par un ange qui l'emmène aussitôt dans un Paradis luxuriant et traversé par un fleuve. L’ange demande à Maximus s’il souhaiterait habiter à cet endroit plutôt que sur terre. Ensuite, Maximus est amené au bord d’un abysse où il est exposé, à distance, à l’Enfer. L’ange demande à Maximus ce qu’il préfère entre l’Enfer et le Paradis. Bien entendu, Maximus choisit le Paradis. L’ange le renvoie dans sa vie terrestre et lui promet que s’il se conduit bien et fait pénitence, il sera reçu dans ce lieu et pourra jouir de la compagnie de l’ange pour l’éternité. Toutefois, l’ange l’avise que s’il manque à ces précédentes instructions il sera au contraire jeté dans l’abysse. Maximus, pour retourner chez lui, doit ensuite franchir une montagne et rencontre trois hommes, dont un équipé d'un bâton, qui lui indiquent le reste de sa route. Maximus reprend vie et adopte jusqu’à la fin de sa vie le régime de pénitence proscrit par l’ange,.

### Bonellus
Bonellus, en réclusion, serait tombé une première fois en extase et conduit par un ange dans un « lieu enchanteur » prenant la forme d’une cellule luxueusement ornementée. L’ange s’adresse à Bonellus en lui assurant que s’il persévère jusqu’au bout, il sera accueilli dans cet endroit. Plus tard, Bonellus a une seconde vision alors qu’il s’adonne à une « paresseuse errance » et cette fois-ci un mauvais ange l’amène dans un abysse où il entame une descente jusqu’à ce qu’il y rencontre, finalement le Diable, enchaîné avec un oiseau de fer captif trônant sur sa tête. Bonellus y fait aussi la rencontre de trois anges « monstrueux » qui se querellent. Ceux-ci emmènent Bonellus près d’un puits abyssal, là où les damnés reçoivent les peines les plus sévères. Bonellus est ensuite la cible de flèches tirées par des archers, mais cela lui fait l’effet de gouttes d’eau froide. Bonellus se défend en faisant des signes de croix et tiré hors de sa vision par un individu non identifié. Bonellus conclut son récit à Valère, en disant que pour s'arroger d’un tel destin, il fera réclusion dans une cellule encore plus petite. Il est ensuite dit que Bonellus serait parti pour León afin de se retirer auprès des reliques des saints,.

### Baldarius
Cette brève vision d’environ cinquante mots raconte la vision de Baldarius, un vieil ermite et ancien compagnon de saint Fructueux. La vision apparaît à Baldarius quand, au terme d’une maladie, son âme quitte son corps pour être accueillie par trois colombes. Il est emporté vers l’Orient au sommet d’une montagne peuplé de vieillards en blanc sur lequel Jésus Christ trône. Ce dernier souhaite que Baldarius soit retourné à son corps, son heure n'étant pas encore venue. Toutefois, craignant que le soleil qui se lève et qui est encore bas dans le ciel, ne brûle Baldarius, Jésus l’invite à rester avec lui pendant un moment. Baldarius assiste au lever du soleil et rapporte la présence d'un immense oiseau rouge et noir qui bat des ailes volant devant le soleil. Finalement, Baldarius est reconduit sur terre puis ouvre les yeux et se retrouve dans son corps envahi d’un sentiment de joie,.

## Analyse et interprétation
Valère a écrit des visions qu’il prétend ne pas être les siennes puisqu’il les attribue à des individus qu’il rapporte avoir connus. Toutefois, en rapportant les visions, Valère y transpose sa propre réalité et ainsi que ses valeurs. À cet effet, plusieurs historiens, tels que Claude Carozzi et Consuelo Maria Aherne, ont relevé les similarités chez l’auteur dans le style littéraire et dans les thèmes abordés des visions vis-à-vis sa propre autobiographie.

### Visions de Maximus et Bonellus

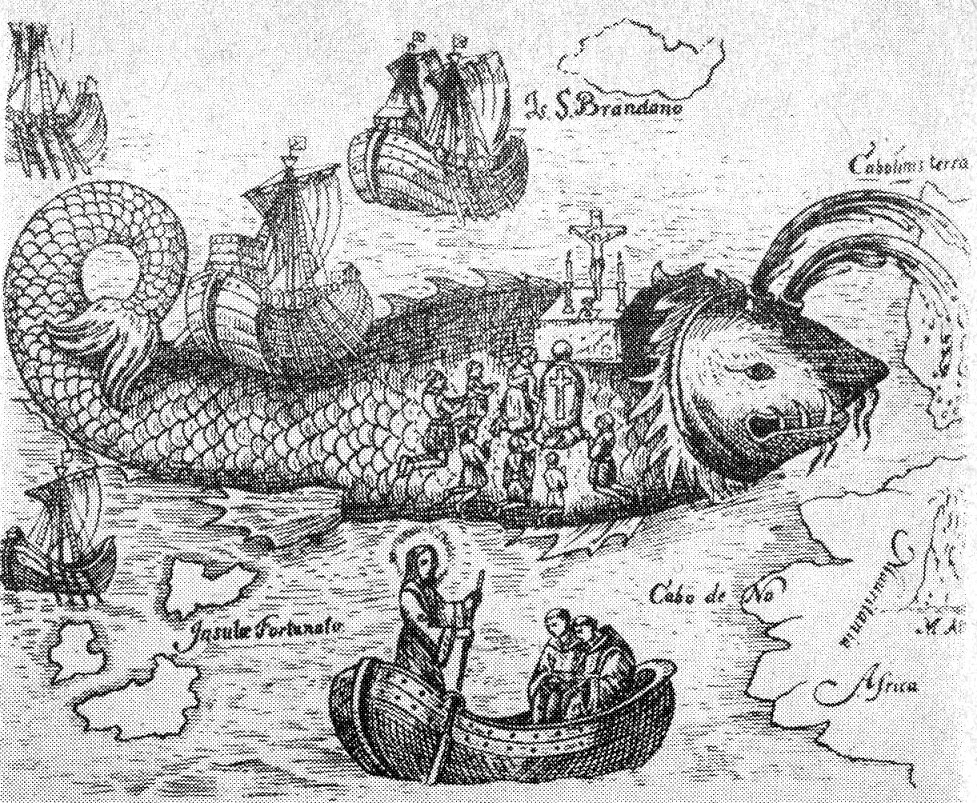
Scène de la Navigatio Sancti Brendani où saint Brendan célèbre une messe sur le corps d'un monstre marin.

Les visions de Maximus et Bonellus sont très semblables dans leurs contenus: elles font état d’un voyage dans l’au-delà, accompagnées d’un ange avec une visite du Paradis et de l’Enfer – plus précisément une « impression » chez Maximus – et, comme le dégagent certaines études : les deux visions partagent plusieurs similarités qui sont des caractéristiques propres au contexte de production et véhiculent des thèmes semblables.À cet effet, Valère a passé la majeure partie de sa vie en retrait dans le Bierzo, une région montagneuse au nord-ouest de l’Espagne actuelle entre León et la Galice. Valère aurait côtoyé différents milieux monastiques et érémitiques de cette région,,. De sorte, les visions, particulièrement celles de Maximus et de Bonellus, représentent les réalités géographiques et sociales autour desquelles Valère gravitait.

#### Description du paradis
Dans les visions, le Paradis n’est jamais vraiment mentionné comme tel,. Par ailleurs, au lieu d'être décrit comme un lieu céleste le Paradis donne plutôt l'impression d'être réaliste et terrestre. En effet, l’endroit qui agit à titre de Paradis est désigné de façon réaliste et représente le monde terrestre; un « lieu plein de charme » chez le moine Maximus qui prend la forme d’un jardin rempli de végétation luxuriante, typique à ceux retrouvés dans un lieu commun d’un cloître. Tandis que chez Bonellus, le reclus, c’est plutôt un « lieu enchanteur » qui représente une cellule au sein d’un vaste réseau d’habitations, propre à la réalité du mode de vie érémitique du visionnaire.
En outre, la présence d’un seul fleuve dans la vision de Maximus est un élément original puisque sa présence ne suit pas le modèle classique composé de quatre fleuves, comme dans l’Apocalypse de Paul. À cette fin, Carozzi y perçoit plutôt une influence irlandaise, due à l’émigration celte en Galice au Ve et VIe siècles, se traduisant, dans la vision de Maximus, par le particularisme géographique représenté par le fleuve unique, un élément en commun avec le voyage en mer du moine irlandais saint Brandan, comme dans Nauigatio S. Brendani, mais aussi que l’on retrouve dans The Voyage of Bran.

#### Localisation de l’enfer
Par ailleurs, dans les visions de Maximus et Bonellus, l’influence et l'emprunt de la topographie accidentée de la région du Bierzo composée de montagnes et précipices est utilisée pour illustrer la symbolique du Paradis et de l'Enfer. En effet, dans les deux visions l’Enfer est situé dans un abysse – abissus – qui ne suit pas la tendance des visions de ses prédécesseurs – tel que l’Apocalypse de Paul – dans la représentation de l’Enfer inférieur situé au creux d’un puits. En effet, Bonellus, pour arriver en Enfer est « précipité dans l’abysse » alors que Maximus est amené à « l’extrémité où il n’y a plus de terre [...], un horrible abysse ». De plus, Maximus, pour retourner chez lui doit faire « l’ascension » d'une montagne, qui est n’est pas seulement une réalité quotidienne de la vie de Valère, mais aussi un thème répétitif dans ses œuvres tel que son éloge de la bienheureuse Égérie,. Selon Carozzi, l’utilisation de la montagne chez Valère sert à symboliser une « présence divine » créant une dichotomie, avec le précipice – l’Enfer – résultant en un « lieu vertigineux ».

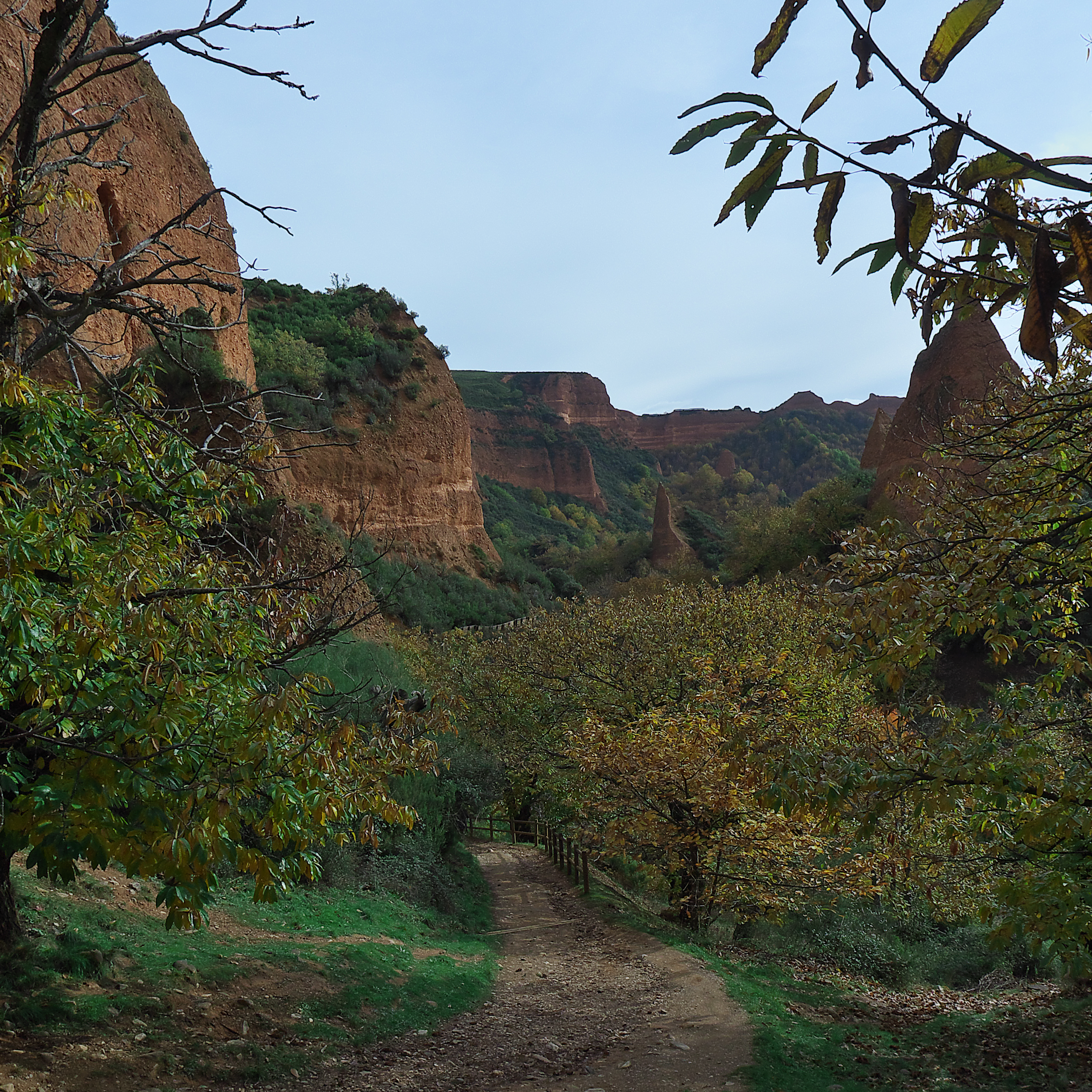
Relief montagneux aux parois abruptes dans la région de Las Médulas dans le Bierzo. L'agencement géographique rappelle la dualité «Montagne-Précipice» reflétant la rencontre entre le Paradis et l'Enfer chez Valère.

#### Représentation du diable
Bonellus, dans sa vision, fait la rencontre du Diable dans l’abysse. Peu décrit, si ce n’est que d’apparence « redoutable », le Diable est enchaîné, une similarité avec le dragon enchaîné de l’Apocalypse de Jean. Toutefois, il est représenté avec un élément d’originalité: sur sa tête est juché un oiseau de fer qui ressemblerait à un corbeau lui aussi enchaîné,. Cette description du Diable avec le corbeau semblerait être une nouveauté et n’aurait pas de précédent dans la littérature de l’au-delà avant le VIIe siècle. 

#### Refus de la vie extérieure
Valère embrasse l’idéal d’un mode du mode de vie et de la rigueur des Pères du désert, qui étaient coupés et retirés du monde,. Il semble avoir tenté de mener une vie d'ascétisme et de solitude, dans une certaine mesure,, en recherchant le calme et tranquillité que lui procurait la vie d’ermite pour se dévouer avec rigueur à la contemplation de Dieu. De surcroît, Valère refuse la vie en société, avec laquelle il entretient beaucoup de conflits, qu’il décrit comme un monde de perdition et de scandale où le Diable est partout chez les hommes prêt à leur tendre des pièges, à les tenter et à troubler la contemplation divine, ce que ses écrits autobiographiques Ordo querimonia et Replicatio attestent,. Par conséquent, l'œuvre autobiographique de Valère est clairsemé par des épisodes de lutte contre les tentations du Diable, une perspective qui s'apparente à celle retrouvé chez la Vita Antonii — La vie de saint Antoine. Saint Antoine était un ermite du IVe siècle qui avait beaucoup influencé la tradition ascétique, et ce, particulièrement en Espagne, en Gaule méditerranéenne et en Afrique du Nord. Par ailleurs, il est utile de remarquer que les œuvres autobiographiques de Valère portent souvent dans leurs titres le terme latin Querimonia qui signifie « plainte ». En somme, cette perspective négative envers la vie en société, propre à la mentalité ascétique de Valère, concorde avec la dimension abordée dans la vision de Maximus. En effet, lorsque l’ange demande à Maximus s’il préfère rester au Paradis, il lui répond: « Seigneur je désire rester toujours avec toi, parce que ma terre est exécrable et odieuse. Elle n’a rien de bon, elle n’est que scandale et perdition ».

#### Enseignement et mise en garde concernant le Salut
D’autre part, puisque les écrits de Valère s’adressaient aux moines et aux ermites, les visions de Maximus et Bonellus contiennent des avertissements et des enseignements concernant la rigueur, la discipline et la dévotion qu’ils devaient appliquer dans leurs comportements et leurs tâches religieuses.
D’abord, dans la vision du moine Maximus, deux des trois hommes qu’il rencontre durant son chemin du retour et, qui avaient été annoncés par l’Ange, représentent l’activité monastique principale de Maximus : la copie de manuscrit. À cela s’ajoute l’homme au bâton qui représente l’autorité et l’obéissance . L’historien Claude Carozzi souligne que par ce symbolisme de la vision « Maximus est renvoyé à son métier et à l’obéissance monastique » . De plus, l’ange, qui reçoit Maximus lui révèle seulement deux possibilités dans l’au-delà: le Paradis ou l’Enfer. Maximus choisit bien sûr la voie de son salut. Au terme de sa vision, Maximus reçoit donc une révélation – « un éveil » – à la voie de son salut qui se fonde sur le travail monastique et l’obéissance qui passe par la pénitence,.
Dans le cas de Bonellus, c’est sa faute, une « crise d’acédie » dû à une « paresseuse errance » venue le détourner de sa réclusion, qui lui vaut sa visite en Enfer dans sa vision. Ici, la rigueur de Valère semble en accord avec l’enseignement de la vision: même si la faute de l’ermite Bonellus n’est pas un péché, le fait de manquer de discipline pour s’égarer dans des pensées mondaines est suffisant pour le faire passer instantanément du Paradis à l’Enfer,.
Cette dichotomie entre le Paradis et l’Enfer au sein des visions de Maximus et Bonellus va de pair avec l’idéologie rigoureuse, sans aucune possibilité de demi-mesure chez Valère concernant le chemin de la voie du salut et qui « dépend entièrement de la conduite sur terre ». Il n’y a donc qu’un seul chemin qui mène au salut, l’autre mène directement et assurément à la damnation. Sur cette perspective, Valère, s’insère, à l’instar de Grégoire le Grand, dans le même ordre d’idée que sous-entend l’Apocalypse de Paul, c’est-à-dire, en ne faisant aucune allusion sur l'existence d'une quelconque purgation dans l’au-delà,.

### Visions de Baldarius
La vision de Baldarius se détache quelque peu des visions de Maximus et Bonellus puisque bien qu’elle puisse présenter, elle aussi, une vision eschatologique, il n’y a pas de visite en Enfer ni au Paradis et, puisqu'il y a absence d’ange,.

#### Lever du soleil
Dans la vision de Baldarius, la représentation d’un oiseau géant dans le ciel suivi par le soleil qui se lève à l’est n’a pas de précédent dans les représentations eschatologique et de l’au-delà au sein l'Antiquité tardive ou le Haut Moyen Âge. La procession solaire pourrait donc s’agir d’un élément original suggérant une symbolique autour du cycle de la mort et de la résurrection du Christ. D'autre part, le phénomène décrit pourrait, aussi, représenter une nostalgie de l’Orient, lieu d’origine des Pères du désert, et si cher pour Valère.

## Manuscrits et transmission
Parmi l’œuvre hagiographique et autobiographique de Valère, les visions se retrouvent au sein de trois ouvrages indépendants : la vision de Maximus dans Dicta beatum Valeri ad beatum Donadeum scripta ; la vision de Bonellus dans De Bonello monacho; et, la vision de Baldarius dans De caeleste revelatione. Il serait possible par conséquent d’en retracer la transmission en suivant le cheminement des manuscrits contenant la collection plus globale des œuvres de Valère.

### Sujets connexes
- Apocalypse de Jean
- Apocalypse de Paul
- Haut Moyen Âge
- Littérature médiévale
- Monachisme
- Pères de l'Église
- Valère du Bierzo

#### Œuvres éditées
- (en) Anonyme (trad. Kuno Meyer), The voyage of Bran, son of Febal, to the land of the living; an old Irish saga, Londres, D. Nutt, 1895, 366 p. (lire en ligne)
- Valère du Bierzo, « Vision de Bonellus », dans Alexandre Micha, Voyage dans l’au-delà, Paris, Klincksieck, 1992 (ISBN 2252028769), p. 43-46
- Valère du Bierzo, « Vision de Maximus », dans Alexandre Micha, Voyage dans l’au-delà, Paris, Klincksieck, 1992 (ISBN 2252028769), p. 47-50
- Valère du Bierzo, « Les voyages: Au Sinaï », dans Pierre Maraval (éd.), Égérie: Journal de voyage (Itinéraire), Paris, Éditions du Cerf, 2002 (ISBN 9782204069908), p. 121-149

#### Ouvrages
- (en) Consuelo Maria Aherne, Valerio of Bierzo : An ascetic of the late Visigothic period, Washington, The Catholic University of American Press, 1949, 211 p.
- Claude Carozzi, Le Voyage de l’âme dans l’au-delà d’après la littérature latine (Ve – XIIIe siècles), Rome, École Française de Rome, 1994, 720 p. (ISBN 2-7283-0289-8)
- (en) Marcus Dods, Forerunners of Dante : an account of some of the more important visions of the unseen world, from the earliest times, Édimbourg, T. & T. Clark, 1903, 275 p.
- (en) Robert Easting, « Access to heaven in medieval visions of the otherworld », dans Carolyn Muessig et Ad Putter (éds), Envisaging Heaven in the Middle Ages, Londres, New York, Routledge, 2014 (ISBN 9780415759359), p. 75-90
- (en) Eileen Gardiner, Medieval visions of Heaven and Hell : A Sourcebook, New York, Garland, 1993, 296 p. (ISBN 0-8240-3348-5, lire en ligne)
- (en) Patrick Henriet, « Les démons de Valère du Bierzo (VIIe siècle) », dans Dominique Bathélemy et Rofl Grosse (dir.), Moines et démons: Autobiographie et individualité au Moyen  Âge (VIIe – XIIIe siècles), Genève, Librairie DROZ S.A, 2014 (ISBN 9782600013758), p. 13-25
- (en) Elva Johnson, « Exiles from the Edge? The Irish Contexts of Peregrinato », dans Roy Flechner et Sven Meeder (ed.), The Irish in early medieval Europe, Londres, MacMillan Education Palgrave, 2016 (ISBN 9781137430595), p. 38-52
- (en) Ananya Jahanara Kabir, Paradise, death, and doomsday in Anglo-Saxon literature, Cambridge, New York, Cambridge University Press, 2001, 224 p. (ISBN 0-521-80600-3)

#### Articles
- (en) Roger Collins, « The Autobiographical works of Valerius of Bierzo: Their structural and purpose », dans Gonzalez Blanco, Antiguedad y Christianismo III: Los Visigodos. Historia y civilización., Murcia, Universitad de Murcia, 1986, p. 425-442
- (en) Marina Smyth, « The origins of purgatory through the lens of seventh-century Irish eschatology », Traditio, vol. 58,‎ 2003, p. 91-132 (JSTOR 27832022)
- (en) R. A. White, « Some observations on the text of Valerius of Bierzo », Acta Classica, vol. 20,‎ 1977, p. 209-211 (JSTOR 24591538)